# 美丽的真相
《美丽的真相》（又译为《恋爱奇迹》）是1999年4月15日至7月1日在日本朝日电视台播出的电视连续剧，由叶月里绪菜和菅野美穗主演，共十二集。平均收视率为15.22%。

## 剧情梗概
冢本妙子在一个温馨的家庭长大，是一个爱吃的胖女孩。高三的时候，仓田雪乃，一个无父无母的少女，住进了妙子家里。据父亲介绍，雪乃是冢本家的远房亲戚。雪乃苗条漂亮，落落大方，很快便得到了大家的喜爱，令肥胖的妙子感到自卑。妙子暗恋的同学甲斐将人也喜欢上了雪乃。然而雪乃可爱善良的外表下是毒蛇般的心肠，她有意无意地令妙子父母感情生隙。妙子母亲要去父亲的家乡调查雪乃的过去，却在途中意外死去。当夜雪乃对妙子坦白，妙子在雪乃的言辞刺激下意图自杀，却被圣医师所救。妙子求圣医师帮自己变美丽，在後者的帮助下，花费一年时间减肥成功。苗条美丽的妙子重新回到家中，却发现父亲为了寻找自己而失踪，正踏入模特儿门槛的雪乃占据了妙子的家。
妙子决定重新做人，化名井上彩子。为了打听父亲下落，她到雪乃的工作室做化妆师助手。雪乃已经认不出妙子，但妙子的美貌让雪乃感到威胁，不断陷害妙子。妙子决定和雪乃竞争，但雪乃发现了妙子的身份。雪乃将妙子的旧照寄给化妆品公司，称妙子曾经整容，让妙子身陷负面传闻中。将人警告雪乃不要再伤害妙子，也被雪乃报复。妙子鼓起勇气将自己的过去告诉化妆品公司，反而取得了公司得到认可，取代了雪乃的位置。另一方面，将人开始调查雪乃的过去，在雪乃的初中了解到，仓田雪乃在14岁时已经死去了，现今的雪乃其实是她的朋友后藤由纪子。这时候雪乃的母亲也出现了，雪乃的秘密也逐渐揭开……

## 出演列表
- 叶月里绪菜 饰 冢本妙子
- 菅野美穗 饰 仓田雪乃
- 荻原圣人 饰 甲斐将人
- 田边诚一 饰 圣达彦（圣医师）
- 藤井郁弥 饰 画家
- 秋吉久美子 饰 冢本彩子
- 根津甚八 饰 冢本正春
- 永岛暎子 饰 後藤香
- 山口あゆみ 饰 後藤初音

## 播映
- 日本：朝日电视台（首播），1999年4月15日至7月1日每周四晚上九点（21:00）播出。
- 台湾：卫视中文台，2000年5月30日起每周一至周五晚上八点（20:00）播出。同年11月14日起每周一至周五晚上八点（20:00）播出。
- 香港：凤凰卫视中文台，1999年播出。